# Puzhithivakkam (Ullagaram)
Puzhithivakkam é uma vila no distrito de Kancheepuram, no estado indiano de Tamil Nadu.

## Demografia
Segundo o censo de 2001,  Puzhithivakkam (Ullagaram)  tinha uma população de 29,086 habitantes. Os indivíduos do sexo masculino constituem 52% da população e os do sexo feminino 48%. Puzhithivakkam (Ullagaram) tem uma taxa de literacia de 85%, superior à média nacional de 59.5%: a literacia no sexo masculino é de 88% e no sexo feminino é de 82%. Em Puzhithivakkam (Ullagaram), 9% da população está abaixo dos 6 anos de idade.